# Diócesis de Mendi
La diócesis de Mendi (en latín: Dioecesis Mendiensis y en inglés: Roman Catholic Diocese of Mendi) es una circunscripción eclesiástica de la Iglesia católica en Papúa Nueva Guinea. Se trata de una diócesis latina, sufragánea de la arquidiócesis de Mount Hagen. Desde el 3 de abril de 2021 su obispo es Donald Lippert, de la Orden de los Hermanos Menores Capuchinos.

## Territorio y organización
La diócesis tiene 25 500 km² y extiende su jurisdicción sobre los fieles católicos de rito latino residentes en las provincias de Hela y de las Tierras Altas del Sur.
La sede de la diócesis se encuentra en la ciudad de Mendi, en donde se halla la Catedral de la Madre del Buen Pastor.
En 2023 en la diócesis existían 31 parroquias.

## Historia
La prefectura apostólica de Mendi fue erigida el 13 de noviembre de 1958 mediante la bula Eius successores del papa Juan XXIII, obteniendo el territorio del vicariato apostólico de Puerto Moresby (hoy arquidiócesis de Puerto Moresby).
El 6 de julio de 1965 la prefectura apostólica fue elevada a vicariato apostólico mediante la bula Regnum Christi del papa Pablo VI.
El 15 de noviembre de 1966 el vicariato apostólico fue elevado a diócesis mediante la bula Laeta incrementa del papa Pablo VI.
El 16 de enero de 1971 cedió una parte de su territorio para la erección de la diócesis de Kerema mediante la bula Quod sit studium del papa Pablo VI.
Originalmente sufragánea de la arquidiócesis de Madang, el 18 de marzo de 1982 pasó a formar parte de la provincia eclesiástica de la arquidiócesis de Mount Hagen.

## Estadísticas
Según el Anuario Pontificio 2024 la diócesis tenía a fines de 2023 un total de 86 129 fieles bautizados.
| Año                                                                             | Población            | Población | Población      | Sacerdotes | Sacerdotes    | Sacerdotes    | Bautizados por sacerdote | Diáconos permanentes | Religiosos | Religiosos | Parroquias |
| Año                                                                             | Bautizados católicos | Total     | % de católicos | Total      | Clero secular | Clero regular | Bautizados por sacerdote | Diáconos permanentes | Varones    | Mujeres    | Parroquias |
| ------------------------------------------------------------------------------- | -------------------- | --------- | -------------- | ---------- | ------------- | ------------- | ------------------------ | -------------------- | ---------- | ---------- | ---------- |
| 1970                                                                            | 23 096               | 235 000   | 9.8            | 32         | 4             | 28            | 721                      |                      | 34         | 30         | 9          |
| 1980                                                                            | 44 906               | 240 600   | 18.7           | 34         | 2             | 32            | 1320                     |                      | 52         | 49         | 14         |
| 1990                                                                            | 62 740               | 260 000   | 24.1           | 25         | 3             | 22            | 2509                     |                      | 38         | 50         | 20         |
| 1999                                                                            | 81 002               | 340 000   | 23.8           | 27         | 5             | 22            | 3000                     |                      | 39         | 56         | 31         |
| 2000                                                                            | 88 365               | 400 000   | 22.1           | 21         | 3             | 18            | 4207                     |                      | 33         | 61         | 32         |
| 2001                                                                            | 92 712               | 415 000   | 22.3           | 26         | 3             | 23            | 3565                     |                      | 44         | 61         | 32         |
| 2002                                                                            | 69 688               | 544 352   | 12.8           | 25         | 3             | 22            | 2787                     |                      | 33         | 62         | 16         |
| 2003                                                                            | 70 794               | 544 352   | 13.0           | 22         | 3             | 19            | 3217                     |                      | 31         | 50         | 16         |
| 2004                                                                            | 71 832               | 546 400   | 13.1           | 24         | 5             | 19            | 2993                     |                      | 29         | 48         | 16         |
| 2013                                                                            | 90 500               | 660 000   | 13.7           | 35         | 14            | 21            | 2585                     |                      | 29         | 67         | 20         |
| 2016                                                                            | 77 096               | 899 686   | 8.6            | 34         | 12            | 22            | 2267                     |                      | 34         | 53         | 21         |
| 2019                                                                            | 82 553               | 904 000   | 9.1            | 38         | 16            | 22            | 2172                     |                      | 38         | 54         | 24         |
| 2021                                                                            | 83 870               | 907 600   | 9.2            | 42         | 18            | 24            | 1996                     |                      | 33         | 59         | 29         |
| 2023                                                                            | 86 129               | 889 000   | 9.7            | 44         | 19            | 25            | 1996                     |                      | 34         | 63         | 31         |
| Fuente: Catholic-Hierarchy, que a su vez toma los datos del Anuario Pontificio. |                      |           |                |            |               |               |                          |                      |            |            |            |

## Episcopologio
- Firmin Martin Schmidt, O.F.M.Cap. † (3 de abril de 1959-3 de febrero de 1995 retirado)
- Stephen Joseph Reichert, O.F.M.Cap. (3 de febrero de 1995-30 de noviembre de 2010 nombrado arzobispo de Madang)
- Donald Lippert, O.F.M.Cap., desde el 22 de noviembre de 2011